# Lista de açudes da Paraíba
A presente lista de açudes da Paraíba, é uma listagem que inclui todos os açudes operados pela Companhia de Água e Esgotos da Paraíba (CAGEPA) e supervisionados pela Agência Executiva de Gestão das Águas (AESA), bem como alguns outros de grande porte que se localizem no referido estado.

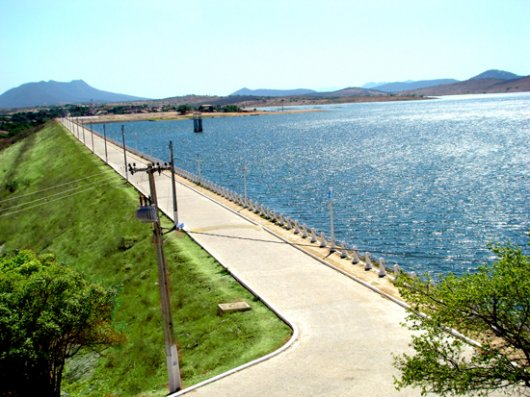
Açude Coremas, o maior do estado

Um estudo da Universidade Federal de Campina Grande (UFCG) coloca o estado da Paraíba como possuidor de um grande déficit hídrico, com perda de mais de 1 milhão de metros cúbicos por ano, logo, a construção de barragens e açudes apresenta-se como uma das ações dos mais eficazes para convivência com a seca.

## Prelúdio
Açude, barragem, represa ou albufeira é a denominação aceitável para qualquer barreira artificial construída no intuito de represar água, portanto, os nomes oficiais presentes nessa lista, podem variar de acordo com o município, sem que mudem o sentido semântico do objeto descrito.
A maioria dos açudes no estado da Paraíba são operados pela CAGEPA, que utiliza suas águas principalmente para o abastecimento urbano, sendo que a AESA é a responsável por gerir a oferta e o uso adequado desse bem. Em 2019, a AESA em parceria com a Agência Nacional de Águas (ANA) realizou a atualização da capacidade dos principais açudes sob sua supervisão.

## Classe
A AESA classifica os açudes do estado quanto ao volume armazenado, podendo ser: micro, pequeno, médio, grande e macro.

### Macro
Para ser considerado um macro açude, ele precisa ter capacidade para armazenar acima de 750 000 000 metros cúbicos (m3) de água. Somente o complexo Coremas-Mãe d'Água, localizado no sertão do estado insere-se nessa categoria.
| Açude              | Bacia Hidrográfica | Município | Capacidade (m³) | Nota                                              |
| ------------------ | ------------------ | --------- | --------------- | ------------------------------------------------- |
| Coremas-Mãe d'Água | Rio Piancó         | Coremas   | 1 289 162 193   | Maior açude do estado e um dos maiores do Brasil. |

### Grande
Para ser considerado um grande açude, ele precisa ter capacidade para armazenar entre 75 000 000 e 750 000 000 m3 de água. Cinco açudes supervisionados pela AESA estão incluídos nessa categoria, além deles, uma barragem integrada à Transposição do Rio São Francisco também insere-se nessa categoria.
| Açude             | Bacia Hidrográfica | Município            | Capacidade (m³) | Nota                                                         |
| ----------------- | ------------------ | -------------------- | --------------- | ------------------------------------------------------------ |
| Epitácio Pessoa   | Rio Paraíba        | Boqueirão            | 466 525 964     | Principal fonte de abastecimento d'água para Campina Grande. |
| Boa Vista         | Rio Piranhas       | São José de Piranhas | 375 000 000     | Barragem integrante da Transposição do São Francisco.        |
| Engenheiro Ávidos | Rio Piranhas       | Cajazeiras           | 293 617 376     |                                                              |
| Acauã             | Rio Paraíba        | Itatuba              | 253 000 000     |                                                              |
| Saco              | Rio Piancó         | Nova Olinda          | 97 488 089      |                                                              |
| Lagoa do Arroz    | Rio do Peixe       | Cajazeiras           | 80 388 537      |                                                              |

### Médio
Os açudes considerados de tamanho médio precisam ter capacidade para armazenar entre 7 500 000 e 75 000 000 m3 de água. Cinquenta e três açudes supervisionados pela AESA estão incluídos nessa categoria, além de uma barragem integrada à Transposição do Rio São Francisco.
| Açude                | Bacia Hidrográfica | Município                  | Capacidade (m³) | Nota                                                      |
| -------------------- | ------------------ | -------------------------- | --------------- | --------------------------------------------------------- |
| Cachoeira dos Cegos  | Rio Piancó         | Catingueira                | 71 887 047      |                                                           |
| Buiu                 | Rio Piancó         | Olho d'Água                | 70 757 250      | Também conhecido como Jenipapeiro.                        |
| Cordeiro             | Rio Paraíba        | Congo                      | 69 965 945      |                                                           |
| Araçagi              | Rio Mamanguape     | Araçagi                    | 63 289 037      |                                                           |
| Gramame-Mamuaba      | Rio Gramame        | Conde                      | 56 937 000      | Principal fonte de abastecimento d'água para João Pessoa. |
| Capoeira             | Rio Espinharas     | Santa Terezinha            | 53 450 000      |                                                           |
| Camalaú              | Rio Paraíba        | Camalaú                    | 48 107 240      |                                                           |
| Sumé                 | Rio Paraíba        | Sumé                       | 44 864 100      |                                                           |
| São Gonçalo          | Rio Piranhas       | Sousa                      | 40 582 277      |                                                           |
| Retiro               | Rio Jacu           | Cuité                      | 40 500 000      | Inaugurado em 2020.                                       |
| Baião                | Rio Piranhas       | Belém do Brejo do Cruz     | 39 226 628      |                                                           |
| Bruscas              | Rio Piancó         | Curral Velho               | 38 206 463      |                                                           |
| Capivara             | Rio do Peixe       | Uiraúna                    | 37 549 827      |                                                           |
| Engenheiro Arcoverde | Rio Piranhas       | Condado                    | 36 834 375      |                                                           |
| Condado              | Rio Piancó         | Conceição                  | 35 016 000      |                                                           |
| Carneiro             | Rio Piranhas       | Jericó                     | 31 285 875      |                                                           |
| Poções               | Rio Paraíba        | Monteiro                   | 29 861 562      |                                                           |
| Santa Inês           | Rio Piancó         | Santa Inês                 | 29 684 041      |                                                           |
| Soledade             | Rio Taperoá        | Soledade                   | 27 058 000      |                                                           |
| Nova Camará          | Rio Mamanguape     | Alagoa Nova                | 26 581 614      |                                                           |
| Tapera               | Rio Piranhas       | Belém do Brejo do Cruz     | 26 418 660      |                                                           |
| Farinha              | Rio Espinharas     | Patos                      | 25 738 500      |                                                           |
| Piranhas             | Rio Piancó         | Ibiara                     | 25 696 200      |                                                           |
| Mucutu               | Rio Taperoá        | Juazeirinho                | 25 370 000      |                                                           |
| Santo Antônio        | Rio Paraíba        | São Sebastião do Umbuzeiro | 24 424 130      |                                                           |
| José Rodrigues       | Rio Paraíba        | Campina Grande             | 22 332 348      |                                                           |
| Várzea Grande        | Rio Seridó         | Picuí                      | 21 532 659      |                                                           |
| Riacho dos Cavalos   | Rio Piranhas       | Riacho dos Cavalos         | 17 699 000      |                                                           |
| Bartolomeu I         | Rio Piranhas       | Bonito de Santa Fé         | 17 570 556      |                                                           |
| Jatobá I             | Rio Espinharas     | Patos                      | 17 516 000      |                                                           |
| Escondido            | Rio Piranhas       | Belém do Brejo do Cruz     | 16 579 250      |                                                           |
| São Mamede           | Rio Seridó         | São Mamede                 | 15 791 280      |                                                           |
| Queimadas            | Rio Piancó         | Santana dos Garrotes       | 15 625 338      |                                                           |
| Timbaúba             | Rio Piancó         | Juru                       | 15 438 572      |                                                           |
| Manoel Marcionilo    | Rio Taperoá        | Taperoá                    | 14 797 430      | Também conhecido como Taperoá II.                         |
| Bom Jesus II         | Rio Piancó         | Água Branca                | 14 636 457      |                                                           |
| Serra Branca II      | Rio Taperoá        | Serra Branca               | 14 042 568      |                                                           |
| São Salvador         | Rio Paraíba        | Sapé                       | 12 657 520      |                                                           |
| Boqueirão do Cais    | Rio Jacu           | Cuité                      | 12 367 300      |                                                           |
| Santa Luzia          | Rio Seridó         | Santa Luzia                | 11 960 250      |                                                           |
| Serra Vermelha I     | Rio Piancó         | Conceição                  | 11 801 173      |                                                           |
| Cachoeira dos Alves  | Rio Piancó         | Itaporanga                 | 10 611 196      |                                                           |
| Catolé I             | Rio Piancó         | Manaíra                    | 10 500 000      |                                                           |
| Jandaia              | Rio Curimataú      | Bananeiras                 | 10 032 266      |                                                           |
| Saulo Maia           | Rio Mamanguape     | Areia                      | 9 833 615       |                                                           |
| Cacimba de Várzea    | Rio Curimataú      | Cacimba de Dentro          | 9 264 321       |                                                           |
| Vazante              | Rio Piancó         | Diamante                   | 9 091 200       |                                                           |
| Tavares II           | Rio Piancó         | Tavares                    | 9 000 000       |                                                           |
| Poço Redondo         | Rio Piancó         | Santana de Mangueira       | 8 931 340       |                                                           |
| Tauá                 | Rio Mamanguape     | Cuitegi                    | 8 573 500       |                                                           |
| São Paulo            | Rio Paraíba        | Prata                      | 8 455 500       |                                                           |
| Caiçara              | Rio Piranhas       | Cajazeiras                 | 8 000 000       | Barragem integrante da Transposição do São Francisco.     |
| Poleiros             | Rio Curimataú      | Barra de Santa Rosa        | 7 933 700       |                                                           |
| Pilões               | Rio do Peixe       | São João do Rio do Peixe   | 7 888 854       |                                                           |
| São Domingos         | Rio Paraíba        | São Domingos do Cariri     | 7 760 200       |                                                           |

### Pequeno
Os açudes considerados de pequeno tamanho precisam ter capacidade para armazenar entre 500 000 e 7 500 000 m3 de água. Sessenta e sete nove se incluem nessa categoria, sendo a que mais possui açudes, desses, 63 são supervisionados pela AESA.
| Açude                   | Bacia Hidrográfica | Município                      | Capacidade (m³) | Nota                                                  |
| ----------------------- | ------------------ | ------------------------------ | --------------- | ----------------------------------------------------- |
| Forquilha               | Rio Piancó         | São Bentinho                   | 7 000 000       | Não supervisionado pela AESA.                         |
| Riacho de Santo Antônio | Rio Paraíba        | Riacho de Santo Antônio        | 6 834 000       |                                                       |
| Pocinhos                | Rio Paraíba        | Monteiro                       | 6 789 305       |                                                       |
| Lagoa do Meio           | Rio Taperoá        | Taperoá                        | 6 647 875       |                                                       |
| Campos                  | Rio Paraíba        | Caraúbas                       | 6 594 392       |                                                       |
| Riacho das Moças        | Rio Espinharas     | Teixeira                       | 6 413 411       |                                                       |
| Coronel Jueca           | Rio Taperoá        | Cacimbas                       | 6 126 875       |                                                       |
| Mameluco                | Rio Piancó         | Ibiara                         | 6 041 750       |                                                       |
| Video                   | Rio Piancó         | Conceição                      | 6 040 264       |                                                       |
| Curimataú               | Rio Curimataú      | Barra de Santa Rosa            | 5 989 250       |                                                       |
| Olivedos                | Rio Taperoá        | Olivedos                       | 5 875 124       |                                                       |
| Serrote                 | Rio Paraíba        | Monteiro                       | 5 709 000       |                                                       |
| Lancha I                | Rio Piancó         | Aguiar                         | 5 675 800       |                                                       |
| Jatobá II               | Rio Piancó         | Princesa Isabel                | 5 660 979       |                                                       |
| Luiz Oliveira           | Rio do Peixe       | São Francisco                  | 5 340 024       | Também conhecido como Paraíso.                        |
| Tambor                  | Rio do Peixe       | Cachoeira dos Índios           | 5 000 000       | Barragem integrante da Transposição do São Francisco. |
| Pedra Lisa              | Rio Piancó         | Imaculada                      | 4 929 420       |                                                       |
| São Francisco II        | Rio Espinharas     | Teixeira                       | 4 920 720       |                                                       |
| Pirpirituba             | Rio Mamanguape     | Pirpirituba                    | 4 666 188       |                                                       |
| Jeremias                | Rio Taperoá        | Desterro                       | 4 658 430       |                                                       |
| Bichinho                | Rio Paraíba        | Barra de São Miguel            | 4 574 375       |                                                       |
| Cochos                  | Rio Piancó         | Igaracy                        | 4 199 773       |                                                       |
| Canafístula II          | Rio Mamanguape     | Borborema                      | 4 102 626       |                                                       |
| Vaca Brava              | Rio Mamanguape     | Areia                          | 3 783 556       |                                                       |
| Gurjão                  | Rio Taperoá        | Gurjão                         | 3 683 875       |                                                       |
| Arrojado                | Rio do Peixe       | Uiraúna                        | 3 596 180       |                                                       |
| Frutuoso II             | Rio Piancó         | Aguiar                         | 3 517 220       |                                                       |
| Morros                  | Rio Piranhas       | São José de Piranhas           | 3 500 000       | Barragem integrante da Transposição do São Francisco. |
| São José I              | Rio Piranhas       | São José de Piranhas           | 3 051 125       |                                                       |
| Sindô Ribeiro           | Rio Mamanguape     | Massaranduba                   | 3 022 715       |                                                       |
| Pitombeira              | Rio Mamanguape     | Alagoa Grande                  | 2 955 820       |                                                       |
| Santa Rosa              | Rio Piranhas       | Brejo do Cruz                  | 2 843 984       |                                                       |
| Chupadouro I            | Rio do Peixe       | São João do Rio do Peixe       | 2 764 100       |                                                       |
| Caraibeiras             | Rio Seridó         | Picuí                          | 2 709 260       |                                                       |
| Grande                  | Rio Piranhas       | Cajazeiras                     | 2 599 600       | Não utilizado para abastecimento ou irrigação.        |
| Russos                  | Rio Taperoá        | Livramento                     | 2 432 420       | Também conhecido como Livramento.                     |
| Cacimbinha              | Rio Seridó         | São Vicente do Seridó          | 2 156 560       |                                                       |
| Marés                   | Rio Paraíba        | João Pessoa                    | 2 136 637       |                                                       |
| Namorado                | Rio Taperoá        | São João do Cariri             | 2 118 980       |                                                       |
| Serra Branca I          | Rio Taperoá        | Serra Branca                   | 2 117 062       |                                                       |
| Felismina Queiroz       | Rio Seridó         | São Vicente do Seridó          | 2 060 000       |                                                       |
| Emas                    | Rio Piancó         | Emas                           | 2 013 750       |                                                       |
| Chã dos Pereiras        | Rio Paraíba        | Ingá                           | 1 965 600       |                                                       |
| Sabonete                | Rio Espinharas     | Teixeira                       | 1 952 540       |                                                       |
| Jenipapeiro             | Rio Piranhas       | São José da Lagoa Tapada       | 1 948 300       |                                                       |
| Albino                  | Rio Piancó         | Imaculada                      | 1 833 955       |                                                       |
| Ouro Velho              | Rio Paraíba        | Ouro Velho                     | 1 675 800       |                                                       |
| Gavião                  | Rio Paraíba        | Fagundes                       | 1 450 840       |                                                       |
| Glória                  | Rio Piancó         | Juru                           | 1 349 980       |                                                       |
| São José II             | Rio Paraíba        | Monteiro                       | 1 311 540       |                                                       |
| Prata II                | Rio Paraíba        | Prata                          | 1 308 433       |                                                       |
| Bastiana                | Rio Espinharas     | Teixeira                       | 1 271 560       |                                                       |
| Riacho Verde            | Rio Piancó         | Boa Ventura                    | 1 256 250       |                                                       |
| Lagoa do Matias         | Rio Mamanguape     | Bananeiras                     | 1 239 883       |                                                       |
| Várzea                  | Rio Seridó         | Várzea                         | 1 132 975       |                                                       |
| Algodão                 | Rio Curimataú      | Algodão de Jandaíra            | 1 025 425       |                                                       |
| Bodocongó               | Rio Paraíba        | Campina Grande                 | 1 020 000       | Não utilizado para abastecimento humano.              |
| São José III            | Rio Taperoá        | São José dos Cordeiros         | 956 000         |                                                       |
| Olho d'Água             | Rio Paraíba        | Mari                           | 868 320         |                                                       |
| Evaldo Gonçalves        | Rio Paraíba        | Puxinanã                       | 802 684         | Também conhecido como Milhã.                          |
| Brejinho                | Rio Mamanguape     | Juarez Távora                  | 789 000         |                                                       |
| Roçado                  | Rio Piancó         | Conceição                      | 725 178         |                                                       |
| Novo II                 | Rio Piancó         | Tavares                        | 706 080         |                                                       |
| Covão                   | Rio Mamanguape     | Areial                         | 672 260         |                                                       |
| Manguape                | Rio Mamanguape     | São Sebastião de Lagoa de Roça | 655 375         |                                                       |
| Chupadouro II           | Rio Mamanguape     | Serra Redonda                  | 634 620         |                                                       |
| Massaranduba            | Rio Mamanguape     | Massaranduba                   | 604 390         |                                                       |
| São José IV             | Rio Seridó         | São José do Sabugi             | 554 100         |                                                       |
| Velho                   | Rio Paraíba        | Campina Grande                 | 515 510         | Não utilizado para abastecimento ou irrigação.        |

### Micro
Os micro açudes na Paraíba, possuem tamanho para armazenar até 500 000 m3 de água. Compreende a menor classe de açudes do estado. Onze açudes supervisionados pela AESA estão incluídos nessa categoria.
| Açude             | Bacia Hidrográfica | Município                      | Capacidade (m³) | Nota                                                |
| ----------------- | ------------------ | ------------------------------ | --------------- | --------------------------------------------------- |
| Gamela            | Rio do Peixe       | Triunfo                        | 472 926         |                                                     |
| Jangada           | Rio Mamanguape     | Mamanguape                     | 470 000         |                                                     |
| Emídio            | Rio Mamanguape     | Montadas                       | 461 151         |                                                     |
| São Sebastião     | Rio Mamanguape     | São Sebastião de Lagoa de Roça | 453 075         |                                                     |
| Duas Estradas     | Rio Camaratuba     | Duas Estradas                  | 410 260         |                                                     |
| Bom Jesus         | Rio Piranhas       | Carrapateira                   | 343 800         |                                                     |
| Cachoeira da Vaca | Rio do Peixe       | Cachoeira dos Índios           | 339 156         |                                                     |
| Cafundó           | Rio Piancó         | Serra Grande                   | 313 680         |                                                     |
| Riacho Fundo      | Rio Seridó         | Tenório                        | 298 616         |                                                     |
| Suspiro           | Rio Camaratuba     | Serra da Raiz                  | 276 400         |                                                     |
| Pimenta           | Rio Piancó         | São José de Caiana             | 255 744         | Menor açude em capacidade supervisionado pela AESA. |